# 香港工業邨公司
香港工業邨公司（英語：Hong Kong Industrial Estate Corporation，1977年3月1日—2001年5月7日）是香港科技園公司的前身。該公司取代了之前的香港工業邨臨時管理局，負責繼續興建當時已動工的大埔工業邨。而其後興建的元朗工業邨及將軍澳工業邨都直接交由該公司管理。
香港工業邨公司管理的3個工業邨，面積達214公頃。工業邨都是把已做好基礎設施（如水電供應）的土地，以接近成本的租金，租予引進全新或改良技術工序而又不能在多層大廈內設廠的公司。這些土地的特點是租金便宜、但租約期長，盡量使這些公司逗留香港。這一來是為工業引進新技術及機會，二來是希望為新市鎮的居民帶來就業機會。
但隨著製造業及其他工業在香港式微，香港特別行政區政府對工業發展的方向較傾向於引進高新科技的產業，多於鼓勵傳統的製造業或輕工業。最後，香港科技園公司於2001年成立，除代替香港工業邨公司管理工業邨外，更積極引入高新科技的產業。